# Richard T. Heffron
Richard T. Heffron (Chicago, 6 ottobre 1930 – Seattle, 27 agosto 2007) è stato un regista, sceneggiatore e attore statunitense.

## Filmografia

### Regista
- The Bold Ones: The Lawyers, episodi  The People Against Ortega, The Rockford Riddle e Hall of Justice (1969-1971)
- Do You Take This Stranger?  – film TV (1971)
- Fillmore – documentario (1972)
- Toma – serie TV, episodio Pilot (1973)
- Banacek, episodi Project Phoenix, Ten Thousand Dollars a Page, The Two Million Clams of Cap'n Jack e No Stone Unturned (1972-1973)
- Outrage – film TV (1973)
- The Morning After – film TV (1974)
- Agenzia Rockford (The Rockford Files) – serie TV, episodio Backlash of the Hunter (1974)
- Agente Newman (Newman's Law) (1974)
- The California Kid – film TV (1974)
- Locusts – film TV (1974)
- The Honorable Sam Houston – film TV (1975)
- I Will Fight No More Forever – film TV (1975)
- Death Scream – film TV (1975)
- Violenza ad una minorenne (Trackdown) (1976)
- Futureworld - 2000 anni nel futuro (Futureworld) (1976)
- All'ultimo secondo (Outlaw Blues) (1977)
- Young Joe, the Forgotten Kennedy – film TV (1977)
- Corri mamma corri (See How She Runs) – film TV (1978)
- True Grit – film TV (1978)
- Bagliori di guerra (A Rumor of War) – film TV (1980)
- Foolin' Around (1980)
- A Whale for the Killing – film TV (1981)
- Io, la giuria (I, the Jury) (1982)
- A Killer in the Family – film TV (1983)
- V - Visitors (The Final Battle) – miniserie TV (1984)
- Anatomy of an Illness – film TV (1984)
- Hanta Yo - Il guerriero (The Mystic Warrior) – film TV (1984)
- Nord e Sud (North and South) (1985)
- Lotta per la vita (Samaritan: The Mitch Snyder Story) – film TV (1986)
- A Mother's Story – film TV (1987)
- Guilty of Innocence: The Lenell Geter Story – film TV (1987)
- Napoleone e Giuseppina (Napoleon and Josephine: A Love Story) – miniserie TV (1987)
- Angeli inquieti (Broken Angel) – film TV (1988)
- Pancho Barnes - Una vita per il volo (Pancho Barnes) – film TV (1988)
- La rivoluzione francese (La révolution française) (1989)
- Tagget – film TV (1991)
- La signora del West (Dr. Quinn, Medicine Woman) – serie TV, episodio Il ciarlatano (1993)
- Il barone – miniserie TV (1995)
- Titanic: una storia d'amore (No Greater Love) – miniserie TV (1995)
- Deadly Family Secrets – miniserie TV (1995)

### Sceneggiatore
- Gli occhi del testimone (The Great St. Louis Bank Robbery) (1959)
- La rivoluzione francese (La révolution française) – miniserie TV (1989)
- Tagget – film TV (1991)

### Attore
- Napoleone e Giuseppina (Napoleon and Josephine: A Love Story), regia di Richard T. Heffron – miniserie TV (1987)